# Papilio arcturus
Papilio arcturus – gatunek motyla z rodziny paziowatych (Papilionidae). Występuje w południowej i południowo-wschodniej Azji – od Indii i Tybetu po południowe Chiny, Wietnam, Laos, Tajlandię i Mjanmę.